# Eva Kurfürstová
Eva Kurfürstová (* 30. August 1977 in Karviná) ist eine ehemalige tschechische Skirennläuferin. Sie war auf die technischen Disziplinen Slalom und Riesenslalom spezialisiert.

## Biografie
Kurfürstovás erste internationale Großereignisse waren die Juniorenweltmeisterschaften der Jahre 1994 bis 1996. Als beste Resultate erreichte sie dabei zweite 17. Plätze in den Slaloms 1994 und 1996 sowie Rang elf in der Kombinationswertung 1994. Im Europacup kam sie erstmals am 13. Dezember 1996 mit Rang neun im Riesenslalom von Sankt Sebastian unter die besten zehn und zwei Jahre später im Slalom von Špindlerův Mlýn zum ersten Mal unter die schnellsten fünf. Ihren ersten und bisher einzigen Europacupsieg feierte sie am 5. Januar 2006 im Slalom von Lenzerheide. Tags darauf kam sie im zweiten Slalom hinter der Norwegerin Nina Løseth auf Platz zwei. Mit weiteren vier Top-10-Resultaten erreichte sie in der Saison 2005/06 den vierten Platz im Slalom-Gesamtklassement und damit ihr mit Abstand bestes Ergebnis in einer Europacup-Disziplinenwertung.
Im Weltcup startete die Tschechin erstmals im Januar 1995. Es dauerte jedoch über zehn Jahre, bis sie am 21. Dezember 2005 in ihrem bereits 54. Weltcuprennen, dem Riesenslalom in Špindlerův Mlýn, mit Platz 28 ihre ersten Weltcuppunkte gewann. In der Saison 2005/06 blieben dies auch ihren einzigen Punkte und bis heute sind es die einzigen, die sie in einem Weltcup-Riesenslalom gewann. Die einzigen Weltcuppunkte in der folgenden Saison 2006/07 holte sie mit Rang 21 im Slalom von Aspen. In der Saison 2007/08 kam Kurfürstová in vier Weltcupslaloms in die Punkteränge. Ihr bisher bestes Weltcupergebnis war der 20. Platz im Slalom von Aspen am 9. Dezember 2007. In den folgenden Jahren blieb sie wieder ohne Weltcuppunkte.
Seit 1996 war Kurfürstová bei allen Weltmeisterschaften in zumindest einer Disziplin am Start. Bei ihren insgesamt 13 Starts kam sie in 6 Rennen in die Wertung. Ihr bestes Resultat war der 18. Platz im Slalom der Weltmeisterschaften 2001 in St. Anton am Arlberg. In den Jahren 2002 und 2006 nahm sie auch an den Olympischen Winterspielen teil. 2002 in Salt Lake City wurde sie als jeweils beste Tschechin 21. im Slalom und 23. im Riesenslalom und 2006 in Turin kam sie auf Rang 28 im Slalom.
Ende der Saison 2013/14 trat sie vom Spitzensport zurück.

## Erfolge

### Olympische Winterspiele
- Salt Lake City 2002: 21. Slalom, 23. Riesenslalom
- Turin 2006: 28. Slalom

### Weltmeisterschaften
- Sestriere 1997: 32. Slalom
- Vail/Beaver Creek 1999: 28. Riesenslalom
- St. Anton 2001: 18. Slalom
- St. Moritz 2003: 28. Slalom
- Val-d’Isère 2009: 29. Slalom
- Garmisch-Partenkirchen 2011: 31. Slalom
- Schladming 2013: 41. Slalom

### Weltcup
- Sechs Platzierungen unter den besten 30

### Europacup
- Saison 2005/06: 4. Slalomwertung
- Ein Sieg (Slalom in Lenzerheide am 5. Januar 2006) und ein zweiter Platz, weitere 18 Top-10-Resultate

### Juniorenweltmeisterschaften
- Lake Placid 1994: 11. Kombination, 17. Slalom, 27. Riesenslalom, 28. Super-G, 42. Abfahrt
- Voss 1995: 24. Riesenslalom, 39. Abfahrt
- Hoch-Ybrig 1996: 17. Slalom, 19. Riesenslalom, 47. Super-G

### Tschechische Meisterschaften
- Kurfürstová ist siebenfache Tschechische Meisterin: 5× Slalom (1995, 1998, 1999, 2000, 2011) und 2× Riesenslalom (1999, 2002)